# Arseniato-micotiol transferasa
La arseniato-micotiol transferasa (EC 2.8.4.2, ArsC1, ArsC2, micotiol:arseniato transferasa) es una enzima hallada en Corynebacterium glutamicum que cataliza la siguiente reacción química:

## Nomenclatura
El nombre sistemático de esta clase de enzimas es micotiol:arseniato S-arsenotransferasa. Otros nombres para esta clase de enzima son ArsC1, ArsC2 y micotiol:arseniato transferasa.

## Función biológica
La reducción del arseniato es parte de un mecanismo de defensa de la célula contra el arseniato que es un compuesto extremadamente tóxico. El producto de esta reacción, el arseno-micotiol luego es reducido por la enzima EC 1.20.4.3 (micorredoxina) a arsenito y micotiol-micorredoxin disulfuro. Finalmente, una segunda molécula de micotiol recicla la micorredoxina y forma micotiona.